# Erik Cole
Erik Thomas Cole (* 6. November 1978 in Oswego, New York) ist ein ehemaliger US-amerikanischer Eishockeyspieler, der im Verlauf seiner aktiven Karriere zwischen 1996 und 2015 unter anderem 938 Spiele für die Carolina Hurricanes, Edmonton Oilers, Canadiens de Montréal, Dallas Stars und Detroit Red Wings in der National Hockey League auf der Position des linken Flügelstürmers bestritten hat. Mit den Carolina Hurricanes gewann Cole im Jahr 2006 den Stanley Cup.

## Karriere
Cole begann seine Laufbahn im Jahr 1996 in der United States Hockey League als Juniorenspieler bei den Des Moines Buccaneers. Von dort wechselte er ins nordamerikanische Collegeeishockey an die Clarkson University. In dieser Zeit wurde er von den Carolina Hurricanes beim NHL Entry Draft 1998 in der zweiten Runde an 71. Stelle gezogen. Hier schaffte Cole es mehrmals in eine All-Star-Auswahl. Als vollwertiger Profi spielte er dann in der International Hockey League IHL bei den Cincinnati Cyclones, den Partnern der Carolina Hurricanes. In seiner zweiten Spielzeit konnte er 23 Tore schießen und spielte sich damit zur Saison 2001/02 zu den Hurricanes in die NHL.

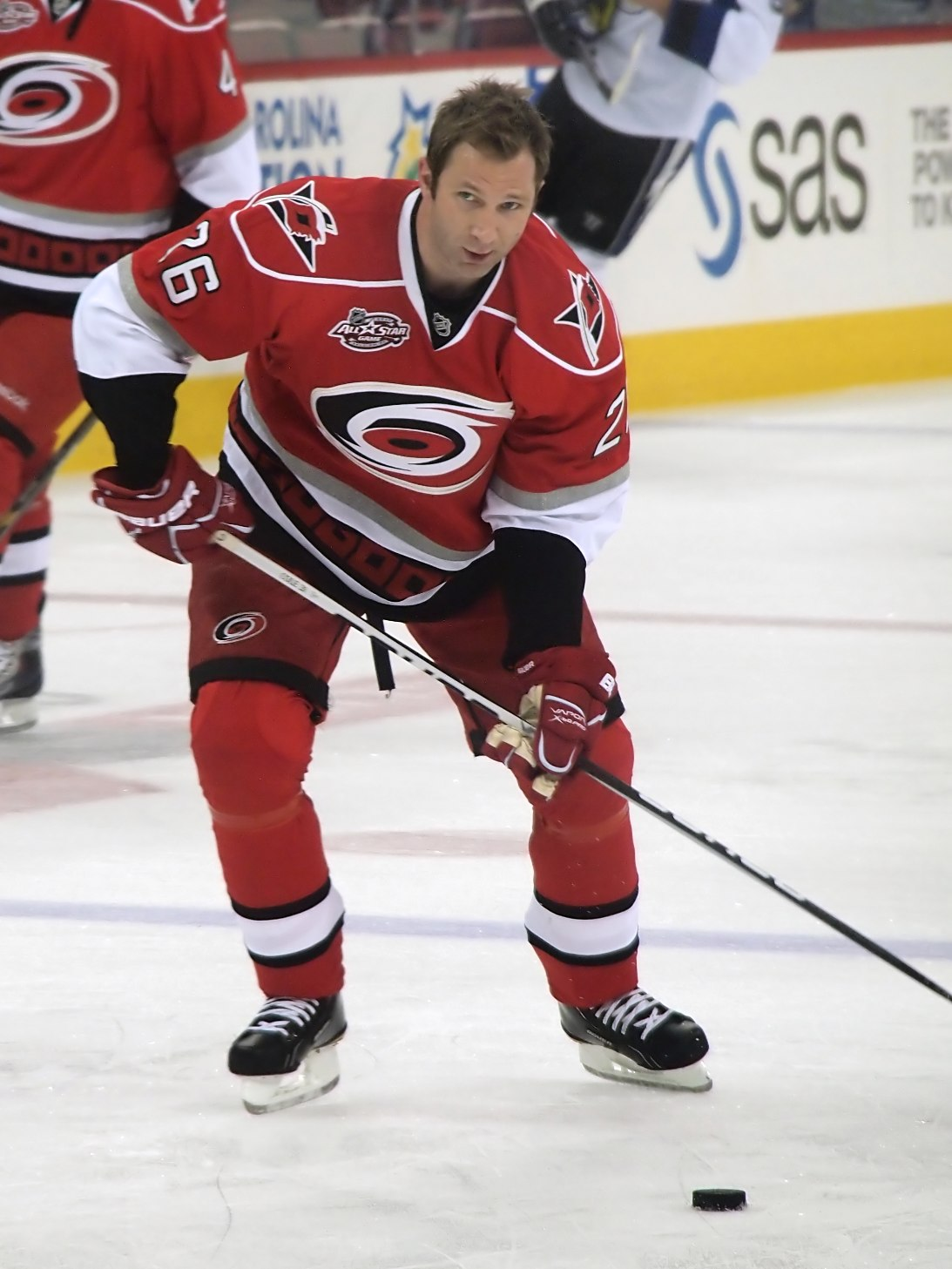
Erik Cole im Trikot der Carolina Hurricanes

Seine erste NHL-Saison konnte Cole als fünftbester Torschütze unter den NHL-Neulingen beenden. Außerdem konnte er in dieser Saison mit den Hurricanes die Finalserie der Play-offs um den Stanley Cup erreichen, die man allerdings gegen die Detroit Red Wings verlor. In der kommenden Saison konnte Cole aufgrund von Verletzungen nicht in allen Spielen antreten. In der Spielzeit 2003/04 erreichte er dann 42 Punkte.
Den Lockout der NHL-Saison 2004/05 verbrachte Cole in Deutschland bei den Eisbären Berlin in der Deutschen Eishockey Liga, wo er den Meistertitel feiern konnte. In den Play-offs konnte Cole fünf Tore und einen Assist erzielen. Im dritten Spiel der Best-of-Five-Serie in der letzten Play-off-Runde der Eisbären gegen die Adler Mannheim konnte Cole einen Unterzahltreffer erzielen und lieferte so den Ausgleich, den die Eisbären dann zum Sieg ausbauten, zu dem Cole noch einen weiteren Treffer beitrug. Negative Aufmerksamkeit erregte Cole, als er im Play-off-Viertelfinale gegen die Augsburger Panther den Verteidiger Arvīds Reķis hart gegen den Kopf checkte, so dass Rekis auf dem Eis aufschlug und sich eine ernste Gehirnerschütterung zuzog. Cole sollte für sechs Spiele gesperrt werden und zur Zahlung einer Strafe 1800 Euro verpflichtet werden. Nach dem Einspruch der Eisbären wurde Cole noch für vier Spiele gesperrt. Zwar entschuldigte sich Cole in aller Öffentlichkeit bei Rekis, erklärte aber ebenso, dass er nie die Absicht hatte, seinen Gegenspieler zu verletzen. Die Fans der Eisbären Berlin selbst zeigten öffentlich Kritik, indem sie in Absprache mit dem Club während der Sperre bei der Mannschaftsaufstellung der Eisbären immer den Namen „Cole“ riefen. In der folgenden Saison kehrte Cole zu den Carolina Hurricanes zurück. Er hatte bis zuletzt immer wieder betont, dass wenn seine Leistungen einmal nicht mehr für die NHL reichen sollten, er eine Rückkehr nach Berlin nicht ausschließen würde.
In der regulären Saison konnte er acht Mal das spielentscheidende Tor schießen. Im März 2006 erlitt Cole bei einem Check von hinten gegen die Bande durch Brooks Orpik, Verteidiger der Pittsburgh Penguins, einen Bruch eines Halswirbels, zuvor hatte Cole im gleichen Spiel zum zweiten Mal hintereinander zwei Tore in einem Spiel erzielen können. Orpik wurde für drei Spiele gesperrt. Erst im sechsten Spiel der letzten Play-off-Serie 2006 konnte Cole auf das Eis zurückkehren und gewann mit den Hurricanes den Stanley Cup. Trotz des verletzungsbedingten Ausfalls konnte er mit 30 Toren und 29 Assists auf seine bisher beste NHL-Saison zurückblicken. Im Sommer 2006 erhielt er von den Hurricanes einen Vertrag über weitere drei Jahre.
Am 1. Juli 2011 unterzeichnete Cole einen Kontrakt für vier Jahre bei den Montréal Canadiens. Im Februar 2013 wurde er zu den Dallas Stars transferiert, im Austausch wechselte Michael Ryder – gemeinsam mit einem Drittrunden-Wahlrecht im NHL Entry Draft 2013 – zu den Montréal Canadiens.
Nach knapp zwei Jahren wurde Cole gemeinsam mit einem leistungsabhängigen Drittrunden-Wahlrecht im NHL Entry Draft 2015 zu den Detroit Red Wings transferiert. Im Gegenzug erhielt Dallas Mattias Bäckman, Mattias Janmark und ein Zweitrunden-Wahlrecht im Draft 2015. Bis zum Saisonende kam Cole auf elf Einsätze für die Red Wings, die danach bekanntgaben, seinen Vertrag nicht zu verlängern. Im September 2017 gab Cole schließlich seinen Rücktritt vom aktiven Sport zurück.

### International
Cole vertrat die USA bei der Weltmeisterschaft 2005. Hier erzielte er in sieben Spielen ein Tor und fünf Assists und erreichte mit seinem Team den sechsten Platz. Bei den Olympischen Winterspielen 2006 erzielte er ein Tor und ein Assist. Die USA erreichte dabei den achten Platz.

## Erfolge und Auszeichnungen
| - 1997 USHL Second All-Star Team - 1998 ECAC Rookie of the Year (gemeinsam mit Willie Mitchell) - 1999 Whitelaw-Cup-Gewinn mit der Clarkson University - 1999 ECAC First All-Star Team - 1999 NCAA East Second All-American Team | - 2000 ECAC Second All-Star Team - 2003 Teilnahme am NHL YoungStars Game - 2005 Deutscher Meister mit den Eisbären Berlin - 2005 Wertvollster Spieler der DEL-Playoffs - 2006 Stanley-Cup-Gewinn mit den Carolina Hurricanes |

## Karrierestatistik

### International
Vertrat die USA bei:
- Weltmeisterschaft 2005
- Olympischen Winterspielen 2006
- Weltmeisterschaft 2007

(Legende zur Spielerstatistik: Sp oder GP = absolvierte Spiele; T oder G = erzielte Tore; V oder A = erzielte Assists; Pkt oder Pts = erzielte Scorerpunkte; SM oder PIM = erhaltene Strafminuten; +/− = Plus/Minus-Bilanz; PP = erzielte Überzahltore; SH = erzielte Unterzahltore; GW = erzielte Siegtore; 1 Play-downs/Relegation; Kursiv: Statistik nicht vollständig)